# Seznam ostrovů Madagaskaru
Ostrovy Madagaskaru. Jedná se o ostrovy, které se nacházejí v jižním Indickém oceánu.

## Podle velikosti

### Obydlené ostrovy a ostrovy větší než 1 km²
|    | ostrov       | francouzsky       | malgašsky         | rozloha (km²) | pobřeží (km) | max.nadm. výška (m) | nejvyšší vrchol     | počet obyvatel | hustota zalidnění | největší sídlo | okres          | poloha            |
| -- | ------------ | ----------------- | ----------------- | ------------- | ------------ | ------------------- | ------------------- | -------------- | ----------------- | -------------- | -------------- | ----------------- |
| 1  | Madagaskar   | Île de Madagascar | Nosy Madagasikara | 587 041,00    | 5 157,80     | 2 876               | Maromokotro         | 25 544 420     | 43,51             | Antananarivo   | 112 okresů     | Indický oceán     |
| 2  | Nosy Be      | La Grande île     | Nosy Be           | 290,30        | 116,50       | 455                 | Lokobe              | 109 465        | 155,76            | Hell-Ville     | Nosy Be        | Mosambický průliv |
| 3  | Sainte Marie | Île Sainte-Marie  | Nosy Boraha       | 185,00        | —            | 112                 | Davolo              | 26 457         | 119,58            | Ambodifotatra  | Nosy Boraha    | Indický oceán     |
| 4  | Lava         | —                 | Nosy Lava         | 31,10         | 33,09        | 90                  | —                   | —              | —                 | —              | Analalava      | Mosambický průliv |
| 5  | Mitsio       | —                 | Nosy Mitsio       | 29,70         | 43,40        | 206                 | Mont Mitsio         | —              | —                 | Ambaramidada   | Nosy Be        | Mosambický průliv |
| 6  | Komba        | —                 | Nosy Komba        | 27,90         | 19,90        | 622                 | Volcan Antaninaomby | 4 000          | 160,00            | Ampangorina    | Nosy Be        | Mosambický průliv |
| 7  | Berafia      | —                 | Nosy Berafia      | 24,26         | 30,70        | 140                 | —                   | —              | —                 | —              | Analalava      | Mosambický průliv |
| 8  | Bevato       | —                 | Nosy Bevato       | 18,47         | 33,34        | 30                  | —                   | —              | —                 | —              | Morombe        | Mosambický průliv |
| 9  | Faly         | —                 | Nosy Faly         | 15,24         | 28,89        | 65                  | —                   | —              | —                 | —              | Ambanja        | Mosambický průliv |
| 10 | Valiha       | —                 | Nosy Valiha       | 8,34          | 13,77        | 150                 | —                   | —              | —                 | —              | Analalava      | Mosambický průliv |
| 11 | Sakatia      | —                 | Nosy Sakatia      | 5,83          | 14,00        | 120                 | —                   | 300            | 51,46             | Ampasimena     | Nosy Be        | Mosambický průliv |
| 12 | Mangabe      | Île Marosy        | Nosy Mangabe      | 5,20          | —            | 333                 | —                   | 0              | 0,00              | —              | Maroantsetra   | Antongil          |
| 13 | Lava         | —                 | Nosy Lava         | 4,38          | 13,58        | 160                 | —                   | —              | —                 | —              | Ambilobe       | Mosambický průliv |
| 14 | Radama       | —                 | Nosy Radama       | 3,84          | 8,13         | 150                 | —                   | —              | —                 | —              | Analalava      | Mosambický průliv |
| 15 | Antanimora   | —                 | Nosy Antanimora   | 3,40          | 9,51         | 130                 | —                   | —              | —                 | —              | Analalava      | Mosambický průliv |
| 16 | Nato         | Île aux Nattes    | Nosy Nato         | 3,00          | —            | —                   | —                   | 1 500          | 500,00            | —              | Nosy Boraha    | Indický oceán     |
| 17 | Ankomba      | —                 | Nosy Ankomba      | 2,98          | 17,47        | 10                  | —                   | —              | —                 | —              | Antsiranana II | Indický oceán     |
| 18 | Hara         | —                 | Nosy Hara         | 2,92          | 11,19        | 100                 | —                   | —              | —                 | —              | Antsiranana II | Mosambický průliv |
| 19 | Valiha       | —                 | Nosy Valiha       | 2,13          | 5,47         | 120                 | —                   | —              | —                 | —              | Antsiranana II | Mosambický průliv |
| 20 | Iranja       | —                 | Nosy Iranja       | 1,71          | 12,03        | 50                  | —                   | —              | —                 | —              | Ambanja        | Mosambický průliv |
| 21 | Saba         | —                 | Nosy Saba         | 1,43          | 5,03         | 10                  | —                   | —              | —                 | —              | Analalava      | Mosambický průliv |
| 22 | Manonaka     | —                 | Nosy Manonaka     | 1,33          | 5,29         | 160                 | —                   | —              | —                 | —              | Antsiranana II | Mosambický průliv |
| 23 | Antaly Be    | —                 | Nosy Antaly Be    | 1,27          | 8,54         | 20                  | —                   | —              | —                 | —              | Antsiranana II | Indický oceán     |

### Neobydlené ostrovy větší než 1 ha
|   | ostrov  | francouzsky     | rozloha (ha) | pobřeží (km) | max.nadm. výška (m) | nejvyšší vrchol | okres       | poloha              |
| - | ------- | --------------- | ------------ | ------------ | ------------------- | --------------- | ----------- | ------------------- |
| # | Madame  | Îlot Madame     | 4,42         | 1,28         | —                   | —               | Nosy Boraha | záliv Ambodifototra |
| # | Forbans | Île aux Forbans | 2,00         | —            | 22,0                | —               | Nosy Boraha | záliv Ambodifototra |